# Emil Landsberg
Emil Landsberg herbu własnego, także Teodor Emil Landsberg (ukr. Еміль В’ячеславович Ландсберг, ur. 19 kwietnia 1880 w Klaryszkach, zm. 16 sierpnia 1952 w Nicei) – inżynier kolejowy, działacz gospodarczy, minister kolei Państwa Ukraińskiego (1918–1919).

## Życiorys
Emil Landsberg ukończył szkołę podstawową i średnią w Szawlach i Kownie. W 1906 ukończył Instytut Inżynierów Komunikacji w Petersburgu. Następnie pracował zawodowo w Rosji, w latach 1914–1915 był naczelnikiem ruchu Kolei Nadwiślańskiej w Warszawie. Latem 1915 został ewakuowany w głąb Rosji w związku z zajęciem ziem polskich przez Niemcy. Tam pracował w Mohylewie i Bobrujsku.
W 1918 został ministrem kolei Państwa Ukraińskiego (utworzonego przez Pawło Skoropadskiego pod protektoratem niemieckim), w rządzie Serhija Herbela, zastępując na stanowisku Borysa Butenkę. Landsberg na stanowisku ministra zmagał się z deficytami paliwa oraz zakupem nowego taboru. W styczniu 1919, po obaleniu na Ukrainie Hetmanatu przez Dyrektoriat, Naczelna Komisja Śledcza nakazała aresztowanie wszystkich ministrów Państwa Ukraińskiego, w tym Landsberga, któremu udało się przedostać do Polski. Powróciwszy do Polski został powołany na rzeczoznawcę w sejmowej Komisji Opałowej.
W tym samym okresie był organizatorem Dyrekcji Kolei w Wilnie, której w 1920 został prezesem. W latach 20. XX w. Landsberg był członkiem Centralnego Komitetu Polskiego Związku Młodzieży Chrześcijańskiej „Polska YMCA”, z którym współpracował w celu polonizacji pogranicza polskiego i ludności wiejskiej oraz tworzenia wschodnich oddziałów kolejowych YMCA (tzw. ognisk).
W okresie wojny polsko-bolszewickiej pełnił funkcję kierownika Centralnej Komisji Ewakuacyjnej. Do września 1920 przebywał w Siedlcach wraz z pozostałymi władzami Dyrekcji Kolejowej. Powrócił do Wilna w 1921, gdzie w prasie wyniku jego działalności wybuchła tzw. „sprawa Landsberga”. Landsbergowi zarzucano rusyfikację Dyrekcji Wileńskiej, a także niewłaściwą gospodarkę leśną. Za Landsbergiem wstawił się Związek Polskich Inżynierów Kolejowych, a sprawę rozpatrywano na forum sejmowej Komisji Opałowej. Landsberg odparł większość zarzutów, lecz w 1924 podał się do dymisji. Celem oczyszczenia się z zarzutów opublikował książkę pt. Moje wyjaśnienia do zarzutów zrobionych przez komisję, badającą gospodarkę leśną w Dyrekcji Wileńskiej, w jej ostatecznym protokule (Wilno 1924).
W 1924 przeniósł się do Łodzi, gdzie został generalnym dyrektorem zakładów J. K. Poznański. W latach 1928–1939 był dyrektorem zarządu Warszawskiej Spółki Akcyjnej Budowy Parowozów, jednocześnie działając jako członek rady Centralnego Związku Polskiego Przemysłu, Górnictwa, Handlu i Finansów, członkiem rady nadzorczej Towarzystwa Kredytowego Przemysłu Polskiego, a od 1932 również członkiem Międzyministerialnej Komisji przy Ministerstwie Przemysłu i Handlu (MPiH). W ramach komisji przy MPiH opracowywał projekt ustawy o robotach i dostawach dla Skarbu Państwa.
W 1930 wraz z żoną Natalią wszedł w posiadanie willi „Eugenia” w Konstancinie przy ul. Sienkiewicza 7 (późn. przemianowanej na „Natemi”, co było nawiązaniem do pierwszych liter imion właścicieli). Obiekt dla małżeństwa stanowił miejsce weekendowego wypoczynku. W okresie II wojny światowej Landsberg został prezesem Spółki Inżynierów Komunikacji w Warszawie. Po wojnie zajmował się rewindykacją polskiego mienia z Austrii oraz repatriacją Polaków z obszaru Niemiec. W 1946 przeniósł się na stałe do Francji.

### Życie prywatne
Emil Landsberg urodził się w rodzinie ziemiańskiej. Był synem Wacława Landsberga i Malwiny z domu Romer. Miał trzech braci: Aleksandra, Alfreda i Czesława, którzy byli inżynierami. Landsberg był dwukrotnie żonaty – Marią z domu Jonini oraz z Natalią z domu Bogusz. Miał dwie córki: Irenę Burman i Walentynę Markowską-Gałach.
Został pochowany na cmentarzu Powązkowskim w Warszawie, kwatera 189, rząd 5, miejsce 5.

## Publikacje
- Sprawa deficytów na kolejach żelaznych (Wilno 1923),
- Moje wyjaśnienia do zarzutów zrobionych przez komisję, badającą gospodarkę leśną w Dyrekcji Wileńskiej, w jej ostatecznym protokule (Wilno 1924),
- Uwagi w sprawie zachwiania się przemysłu polskiego w dobie kryzysu (Warszawa 1926),
- Uwagi w sprawie kryzysu gospodarczego w Polsce (Przyczyny i drogi naprawy) (Warszawa 1932)[2].

## Odznaczenia
- Legia Honorowa,
- Krzyż Walecznych[2].